# Инфериорност (филм)
„Инфериорност“ је југословенски филм из 1977. године. Режирао га је Паоло Мађели, а сценарио је писао Итало Звево.

## Улоге
| Глумац           | Улога     |
| ---------------- | --------- |
| Зоран Радмиловић | Ђовани    |
| Марко Николић    | Абериђи   |
| Бора Тодоровић   | Гарибалди |
| Слободан Перовић | Алфредо   |